# Nops bellulus
Nops bellulus là một loài nhện trong họ Caponiidae.
Loài này thuộc chi Nops. Nops bellulus được Ralph Vary Chamberlin miêu tả năm 1916.